# テナゲース
テナゲース（古希: Τενάγης, Tenagēs）は、ギリシア神話の人物である。長音を省略してテナゲスとも表記される。太陽神ヘーリオスとポセイドーンの娘ロドスの7人の息子たち（ヘーリアデース）の1人で、オキモス、ケルカポス、マカル、アクティス、トリオパス、カンダロス、エレクトリュオーネーと兄弟。ヘーリアデースの中で最も優秀な人物であったが、それゆえ兄弟のマカル、アクティス、トリオパス、カンダロスらに嫉妬され、命を奪われた。テナゲース殺しの犯人が明らかになったとき、マカルはレスボス島に、アクティスはエジプトに、カンダロスはコス島に、トリオパスは小アジアのカーリア地方に逃亡した。この事件ののち、オキモスがロドス島の王となり、ケルカポスがその跡を継いだ。